# Ceriporiopsis albonigrescens
Ceriporiopsis albonigrescens är en svampart som beskrevs av Núñez, Parmasto & Ryvarden 2001. Ceriporiopsis albonigrescens ingår i släktet Ceriporiopsis och familjen Phanerochaetaceae.   Inga underarter finns listade i Catalogue of Life.